# DFC Prag
DFC Prag (celým názvem: Deutscher Fußball-Club Prag) je český fotbalový klub, který sídlí v Praze. Jedná se o sportovní organizaci německé a židovské komunity v Praze. Založen byl 28. května 1896. Založili jej fotbalisté, kteří odešli z klubu Regatta Prag. V roce 1938 se odmítl zapojit do henleinovského hnutí a po okupaci republiky byl na jaře 1939 úředně rozpuštěn.
Koncem devatenáctého století a před první světovou válkou patřil DFC k nejlepším klubům na evropském kontinentu. Díky národnostní řevnivosti zprvu těžko hledal soupeře doma a nastupoval proti zahraničním týmům. Při prvním mistrovství Německa prošel až do finále. Po vzniku Československa se stal opakovaným vítězem domácího amatérského mistrovství. Kolem klubu se postupně shromáždila německy mluvící pražská židovská obec, což vedlo k jeho zániku v době druhé světové války.
V roce 2016 byl klub po 77 letech obnoven a snaží se navázat na zašlou slávu. Zatím působí pouze na mládežnické úrovni, kam čerpá talenty především z česko-německých škol.
U příležitosti 125. výročí založení DFC Prag vznikl celovečerní dokumentární film režisérů Ondřeje Kavana a Martina Vaško DFC: Legenda se vrací (2021) mapující historii klubu.

## Úspěchy A–týmu
| Domácí medaile |
| - Německá nejvyšší fotbalová soutěž (Fußballmeisterschaft, Bundesliga) - – DFC Prag: 1902/03 |
| Menší úspěchy |
| - Mistrovství Čech a Moravy (1× vítěz) - – DFC Prag: 1896 podzim - Mistrovství Čech v Erste Klasse (2× vítěz) - – DFC Prag: 1913, 1914 - Mistrovství VdPDFV (Verband der Prager Deutschen Fußball-Vereine; 1× vítěz) - – DFC Prag: 1903 - Mistrovství ČSF (1× vítěz) - – DFC Prag: 1917 - Amatérské mistrovství ČSAF (Československá associace footballová; 2× vítěz) - – DFC Prag: 1931, 1933 - Mistrovství DFV (Deutscher Fussball Verband v Čechách a na Moravě; 10× vítěz) - – DFC Prag: 1923, 1924, 1926, 1927, 1928, 1929, 1931, 1932, 1933, 1937 |

## Umístění v jednotlivých sezonách
Stručný přehled
Zdroj: 
- 1901–1903: VdPDFV
- 1912–1914: Böhmen Erste Klasse
- 1925: Asociační liga
- 1934–1936: Státní liga

Jednotlivé ročníky
Zdroj: 
Legenda: Z - zápasy, V - výhry, R - remízy, P - porážky, VG - vstřelené góly, OG - obdržené góly, +/- - rozdíl skóre, B - body, červené podbarvení - sestup, zelené podbarvení - postup, fialové podbarvení - reorganizace, změna skupiny či soutěže
| Rakousko-Uhersko (1901 – 1918)                                           |                     |        |     |     |     |     |     |     |     |     |        |
| Sezóny                                                                   | Liga                | Úroveň | Z   | V   | R   | P   | VG  | OG  | +/- | B   | Pozice |
| 1901/02                                                                  | VdPDFV              | –      | ... | ... | ... | ... | ... | ... | ... | ... | 2.     |
| 1902/03                                                                  | VdPDFV              | –      | ... | ... | ... | ... | ... | ... | ... | ... | 1.     |
| ...                                                                      |                     |        |     |     |     |     |     |     |     |     |        |
| 1912/13                                                                  | Böhmen Erste Klasse | 1      | 4   | 4   | 0   | 0   | 14  | 5   | +9  | 8   | 1.     |
| 1913/14                                                                  | Böhmen Erste Klasse | 1      | 4   | 4   | 0   | 0   | 14  | 5   | +9  | 8   | 1.     |
| V letech 1914 až 1918 se mimo Vídeň nehrálo žádné fotbalové mistrovství. |                     |        |     |     |     |     |     |     |     |     |        |
| Československo (1925 – 1936)                                             |                     |        |     |     |     |     |     |     |     |     |        |
| Sezóny                                                                   | Liga                | Úroveň | Z   | V   | R   | P   | VG  | OG  | +/- | B   | Pozice |
| 1925                                                                     | Asociační liga      | 1      | 9   | 4   | 2   | 3   | 20  | 12  | +8  | 10  | 4.     |
| ...                                                                      |                     |        |     |     |     |     |     |     |     |     |        |
| 1934/35                                                                  | Státní liga         | 1      | 22  | 8   | 4   | 10  | 40  | 47  | -7  | 20  | 7.     |
| 1935/36                                                                  | Státní liga         | 1      | 26  | 7   | 6   | 13  | 30  | 57  | -27 | 20  | 11.    |

Poznámky:
- VdPDFV = Verband der Prager Deutschen Fußball-Vereine (soutěž existovala v letech 1901–1903)
- 1902/03: Klub v historicky prvním německém mistrovství skončil ve finále, kde podlehl klubu VfB Leipzig poměrem 2:7.
- 1911/12: Na území Rakousko-Uherska se odehrálo první oficiální fotbalové mistrovství, hrané bylo v Rakousku a na Moravě. V Čechách a Polsku se začalo hrát o sezónu později. Mimo rakouské skupiny zanikly v roce 1914 z důvodu vypuknutí první světové války.

## Nejznámější hráči
Emerich Rath (všestranný sportovec, hrál rovněž hokej a věnoval se několika dalším sportům na vrcholové úrovni)

reprezentanti ČSR:
- Karel Kannhäuser (reprezentoval 2× 1931)
- Karel Koželuh (reprezentoval 2× 1923)
- Josef Kuchynka (reprezentoval 1× 1924)
- Pavel Mahrer (reprezentoval 6× 1923 – 1926)
- Ferenc Szedlacsek (reprezentoval 2× 1925 – 1926)
- Fritz Taussig

## Galerie

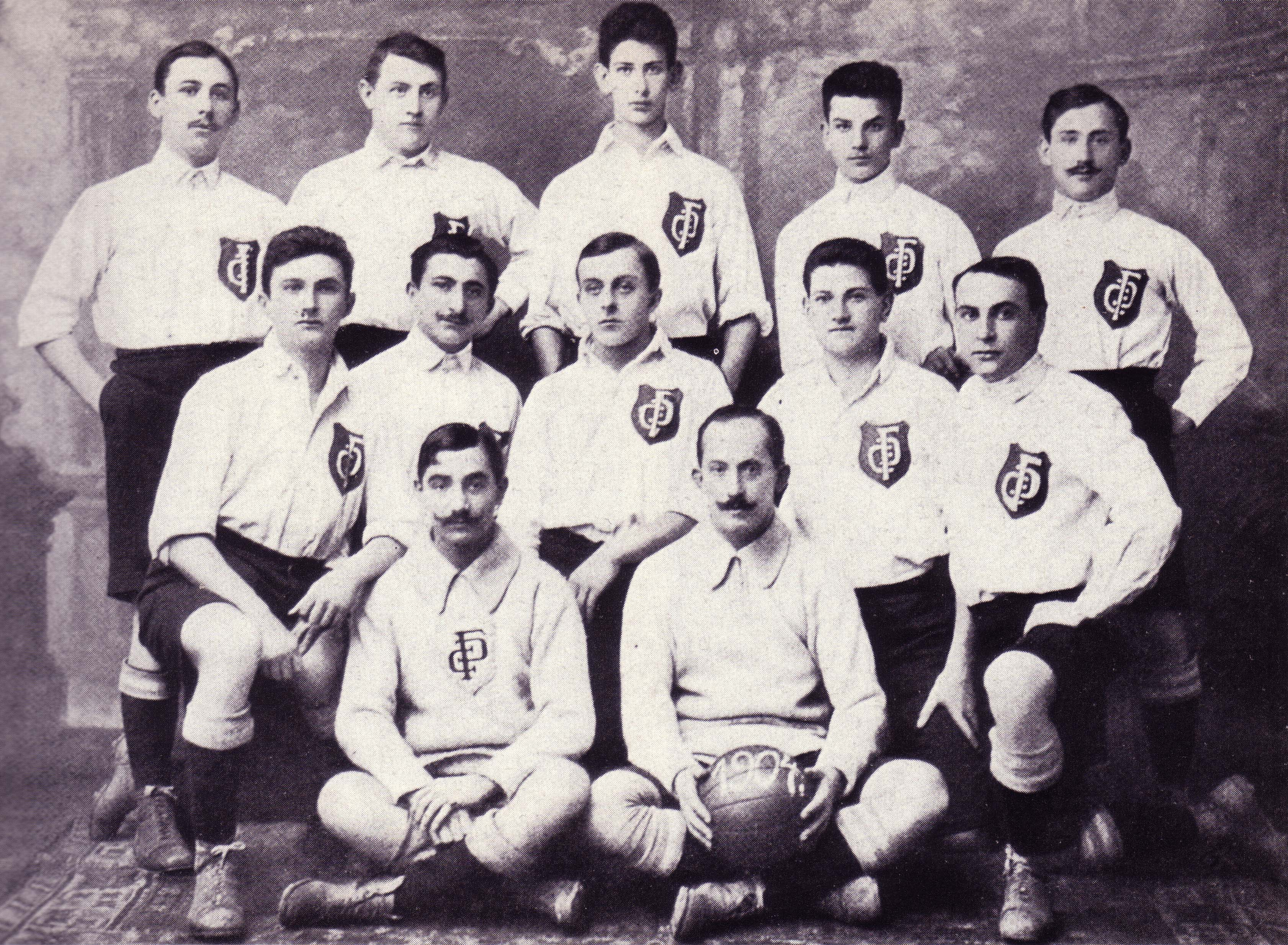
DFC Prag 1904: Fischer – Sedlaczek – Dr. Fischl – Meissner – Weil; Schwarz – Österreicher – Kurpiel – Dr. Frey – Robicek; Eisenstein – Pick
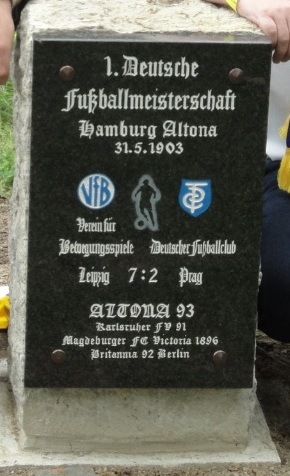
Pamětní kámen upomínající na vůbec první německé mistrovství ze sezóny 1902/03 (VfB Leipzig 7:2 DFC Prag, 31. května 1903)